# Іларіон Левицький
Іларіо́н Левицький (*р., м. н. невід. — †14 червня 1731) — український церковний та освітній діяч, ректор Києво-Могилянської академії у 1727–1731 роках.

## Життєпис
Походив зі шляхетської родини Левицьких. Про його батьків немає відомостей. Замолоду навчався у Києво-Могилянській академії. По закінченні повного академічного курсу навчання Левицький залишився в академії викладачем класу поетики. З 1716 до 1719 року викладав риторику, а у 1719—1721 роках служив як професор філософії. У 1723 році призначається казнодієм Київського Софійського монастиря й обирається членом Київської консисторії. Цього ж року Левицький повернувся до Києво-Могилянської академії.
З середини 1724 до початку 1727 років займає посаду професору філософії й префекта, а з 23 лютого 1727 стає ректором Києво-Могилянської академії. Водночас у 1727—1729 роках був професором богослов'я в академії.
У 1727 році стає ігуменом Київського Братського монастиря. У 1729 році Левицького висвячено на ігумена Лубенського Мгарського Спасо-Преображенського монастиря, але він продовжував виконувати ректорські обов'язки до 16 червня 1731 року, коли він помер у Києві. Його поховано в Богоявленській церкві Братського монастиря. На одному з церковних дзвонів, що зберігався аж до зруйнування Богоявленської церкви у 1934 році, був напис: «Сей дзвон есть Кіево-Могилянскій сделан за преподобного отца префекта Іларіона Левицкого. Anno MDCCXXVII [1727 ]».

## Творчість
До нас дійшов його курс риторики — оригінальний за викладом і композицією. Історико-філософськими джерелами його були античні та ренесансні риторики, втім, у зразках промов маємо і вихід на сучасну авторові суспільно-політичну тематику. Відомі також 8 рукописів філософського курсу Левицького та кілька богословських курсів.